# Maartje Krekelaar
Maartje Krekelaar (Veghel, 6 juli 1995) is een Nederlandse hockeyster. Krekelaar speelde tot op heden 43 interlands (11 doelpunten) voor de nationale vrouwenploeg (peildatum 1 augustus
2019). De Brabantse won met Hockeyclub 's-Hertogenbosch in de periode 2011-2024  negen maal de landstitel (in 2013,2019 en 2022 zilver).
Eerder speelde zij bij Hockeyclub Uden. Krekelaar komt sinds 2007 uit voor Hockeyclub 's-Hertogenbosch. Bij Hockeyclub 's-Hertogenbosch speelt zij op het middenveld.
Voor Oranje debuteerde Krekelaar tijdens de Hockey World League-finale van 2015 in Rosario (Argentinië). In de eerste poulewedstrijd tegen Duitsland scoorde Krekelaar de 0-1 voor Nederland. Krekelaar speelde met Oranje de Woman's Hockey World League Final 2017, in Auckland (NZL), en behaalde met Oranje goud en werd topscorer van het toernooi met 5 velddoelpunten.
Krekelaar is een van de ambassadeurs voor Roparun.

## Onderscheidingen
- Sportvrouw van Uden 2011-2012 en 2014-2015
- Sentinel Homes Women's Hockey World League Final 2017, Topscorer 5 goals

## Erelijst
- Landskampioen:
  - 2012, 2013 Zilver, 2014, 2015, 2016, 2017, 2018, 2019 Zilver, 2021, 2022, 2023 zilver, 2024
- EuroHockey Club Champions Cup/EHL:
  - 2012 Zilver, 2013, 2014 Zilver, 2015 Zilver, 2016, 2017, 2018, 2019 Zilver, 2021 (EHL), 2022 Zilver, 2025 EHL
- Landskampioen zaalhockey
  - 2012, 2022
- Goldcup : 2022, 2025
- Europacup zaalhockey
  - 2013
- WK Jong Oranje; Chili Santiago
  - 2016 Zilver
- FIH Women Hockey World League Final-Auckland (NZL) FIH
  - 2017 Goud
- FIH Women Champions Trophy, Changzhou Wujin, China
  - 2018 Goud